# Złoże biologiczne zraszane

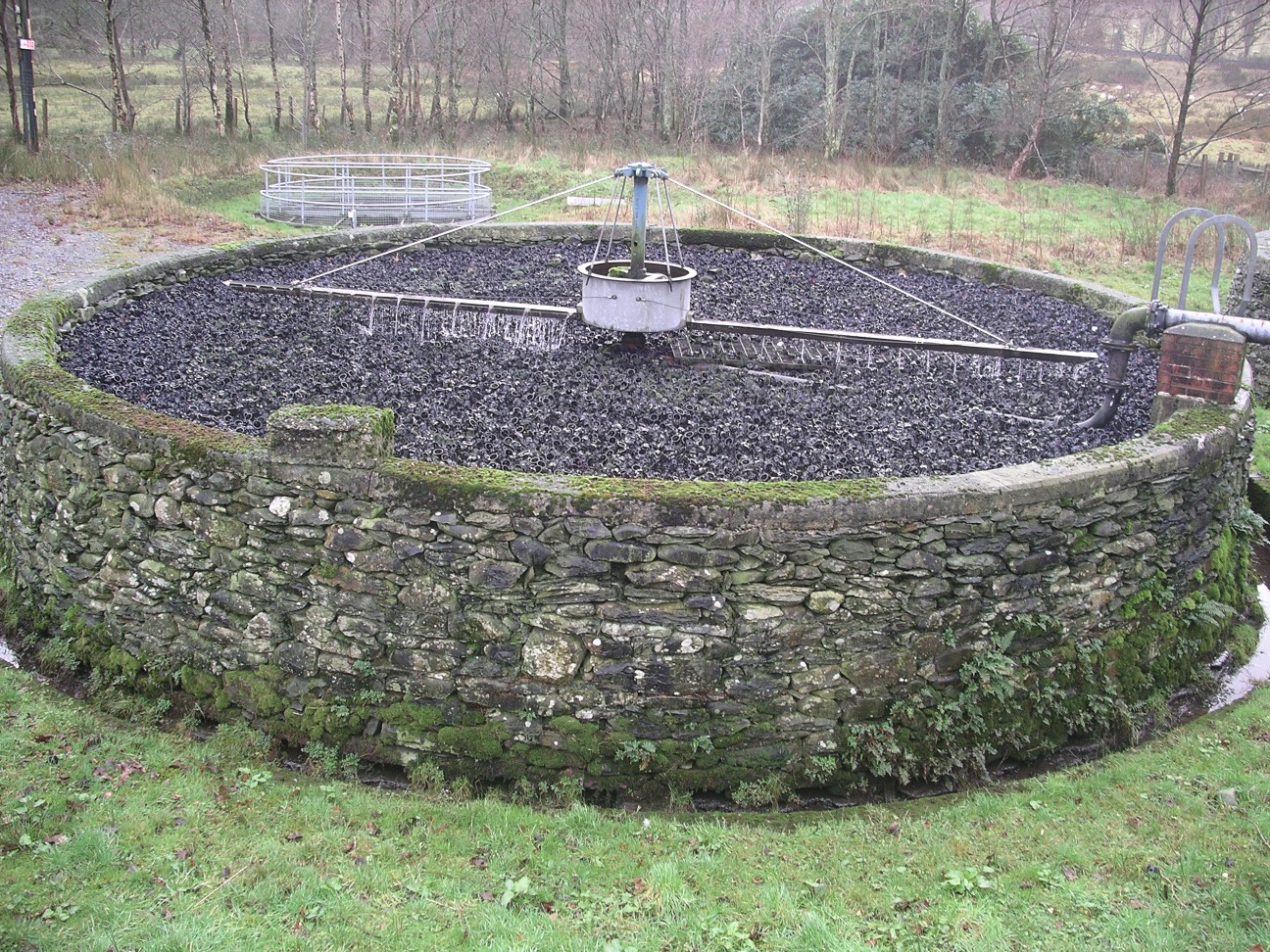
Złoże biologiczne zraszane

Złoże biologiczne zraszane (inne nazwy: Złoże biologiczne, filtr biologiczny, biofiltr) – urządzenie oczyszczalni ścieków do intensywnego biologicznego oczyszczania ścieków w środowisku powietrznym, składające się ze zbiornika wypełnionego materiałem filtracyjnym oraz zraszacza.
Biofiltry są zbudowane w taki sposób, aby zanieczyszczone powietrze przeprowadzane zostało przez medium filtracyjne.
Na materiale filtracyjnym z kruszywa (tłuczeń, żużel, koks) rozwija się błona biologiczna (biofilm) – warstwa bakterii tlenowych. Wydajność oczyszczania zależy od powierzchni błony. Materiał filtracyjny powinien mieć granulację tak dobraną, aby przy dużej powierzchni umożliwić dostateczny dopływ powietrza.
Zraszacz rozprowadza ścieki po powierzchni złoża. W trakcie przepływu przez warstwę filtracyjną mikroorganizmy adsorbują substancje organiczne zawarte w ściekach i zużywają je do swoich procesów życiowych.